# Les Émeutes 10 ans après

Les Émeutes 10 ans après est un téléfilm documentaire de société française, réalisé par Raphaële Benisty et sorti en 2015.
Dans ce film, Benisty retrace les événements qui ont secoué la France, à la mort de Zyed et Bouna.

## Synopsis
Ce reportage parle des émeutes de 2005 dans les banlieues françaises et s’intéresse à ce que sont devenus les émeutiers.
Comme le rappelle L'Express, « le 27 octobre 2015, à Clichy-sous-Bois, deux jeunes de 15 et 17 ans entrent dans un transformateur électrique pour échapper à des policiers et meurent électrocutés. Ils s'appelaient Zyed et Bouna. Leur mort va provoquer pendant trois semaines une vague de violences urbaines et embraser les banlieues françaises » .
Dix ans après, Benisty est donc allé à la rencontre de ceux qui ont vécu les émeutes de l'intérieur, pour leur demander leur ressenti après la relaxe des policiers et surtout pour  savoir s'ils sentaient une amélioration dans leur qualité de vie depuis les événements ou si à l'inverse rien n'a changé.